# Kostuwate
Kostuwate (ukr. Костувате) – wieś na Ukrainie, w obwodzie mikołajowskim, w rejonie wozniesieńskim, w hromadzie Nowomarjiwka. W 2001 liczyła 456 mieszkańców, spośród których 432 wskazało jako ojczysty język ukraiński, 3 rosyjski, a 21 mołdawski.